# Mangia
 (avril 2012).
Si vous disposez d'ouvrages ou d'articles de référence ou si vous connaissez des sites web de qualité traitant du thème abordé ici, merci de compléter l'article en donnant les références utiles à sa vérifiabilité et en les liant à la section « Notes et références ».
Mangia est un jeu vidéo sorti en 1983 sur Atari 2600. Il a été édité et publié par SpectraVideo. Il est considéré comme l’un des jeux les plus rares sortis sur cette console,.